# Montagna Tianmen
La montagna Tianmen  (天门山S, Tiānmén ShānP, lett. "monte della porta celeste") è situata in Cina, a Zhangjiajie, nella parte nordoccidentale della provincia dello Hunan. È ora ricompresa nel perimetro del Parco Nazionale della montagna Tianmen.
Nel 2005, l'azienda francese Poma ha costruito una funivia che parte nei pressi della stazione ferroviaria di Zhangjiajie e conduce fin sulla sommità della montagna. Con una lunghezza di 7455 m e un dislivello di 1279 m (con una pendenza massima di 37 gradi) è una delle più lunghe funivie al mondo per trasporto di persone in alta montagna. I turisti possono camminare su chilometri di percorsi costruiti lungo il lato del precipizio fino in cima alla montagna, con alcune sezioni costruite con pavimenti di vetro. Nell'agosto 2016 è stata aperta al pubblico anche una passerella sospesa di vetro.
Inoltre, la cima è raggiungibile anche mediante una strada lunga 11 km che si snoda  attraverso  99 tornanti e porta i visitatori alla caverna Tianmen, una cavità naturale con un'apertura di 131,5 metri.

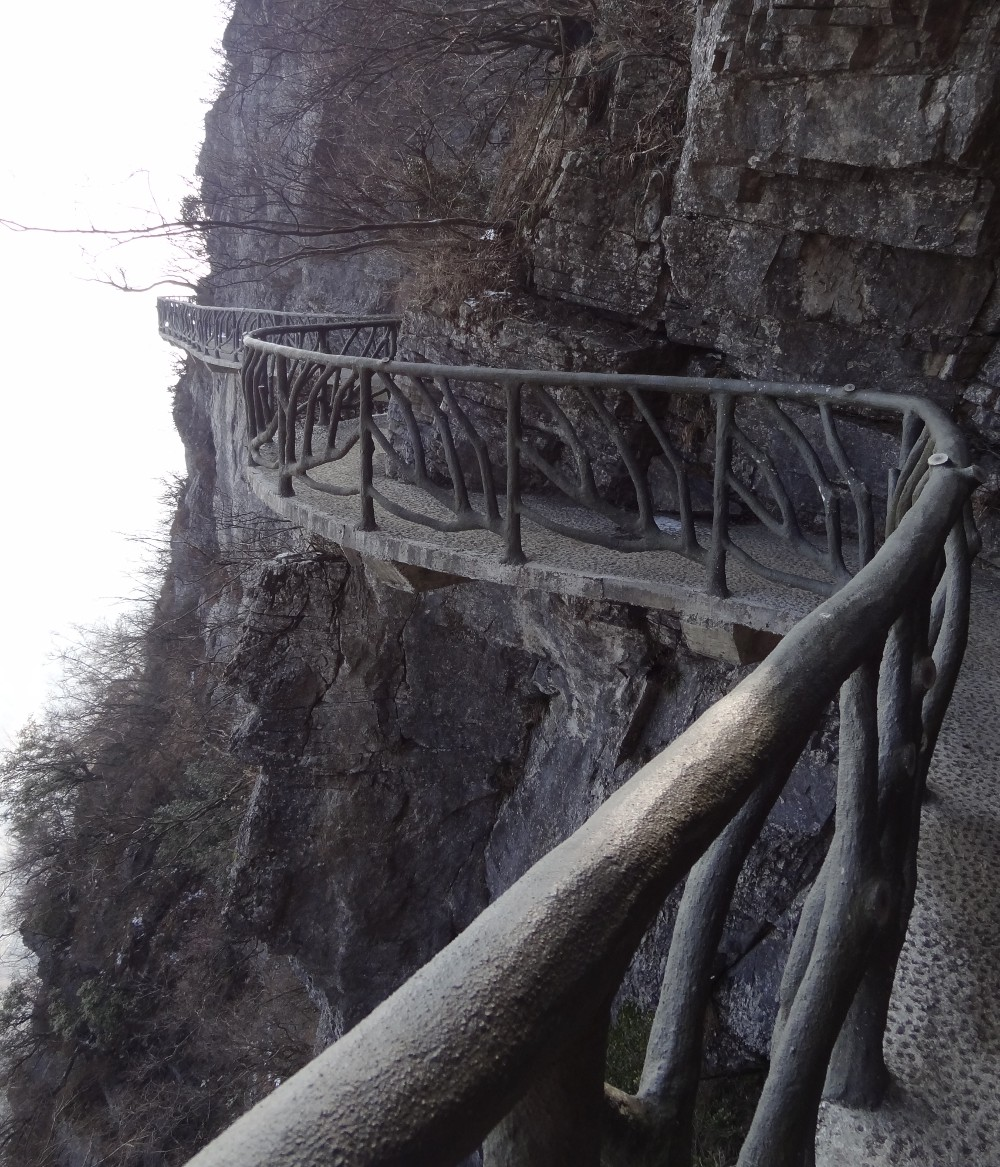
Sentiero a strapiombo intorno alla montagna

Sulla cima si trova il tempio di Tianmenshan, a cui si accede con la seggiovia o attraverso sentieri. Il tempio originario fu costruito durante la dinastia Tang ma è stato distrutto nella prima metà del XX secolo. Nel 1949, verso la fine della Rivoluzione comunista Cinese, iniziò la costruzione di un nuovo tempio secondo i principi architettonici della dinastia Tang.
Nel 2007, l'arrampicatore francese Alain Robert scalò la parete sottostante all'arco a mani nude e senza protezione. L'impresa è commemorata da una targa.
La World Wingsuit League tenne a Tianmen il primo e il secondo campionati mondiali di tuta alare. L'8 ottobre 2013, durante un salto di allenamento per il secondo campionato mondiale, Viktor Kováts è precipitato ed è morto, non essendo riuscito ad aprire il paracadute.
Il 21 settembre 2016, su Ferrari 458 Italia, il pilota italiano Fabio Barone vi stabilì il nuovo primato mondiale di velocità superando le 99 curve in 10' 31". 
Nel febbraio 2018 un SUV Range Rover ibrido, pilotato da Ho-Pin Tung, ha scalato la scalinata con un angolo di 45 gradi e 999 scalini, fino al cancello del paradiso, usando una combinazione di benzina, olio e energia elettrica

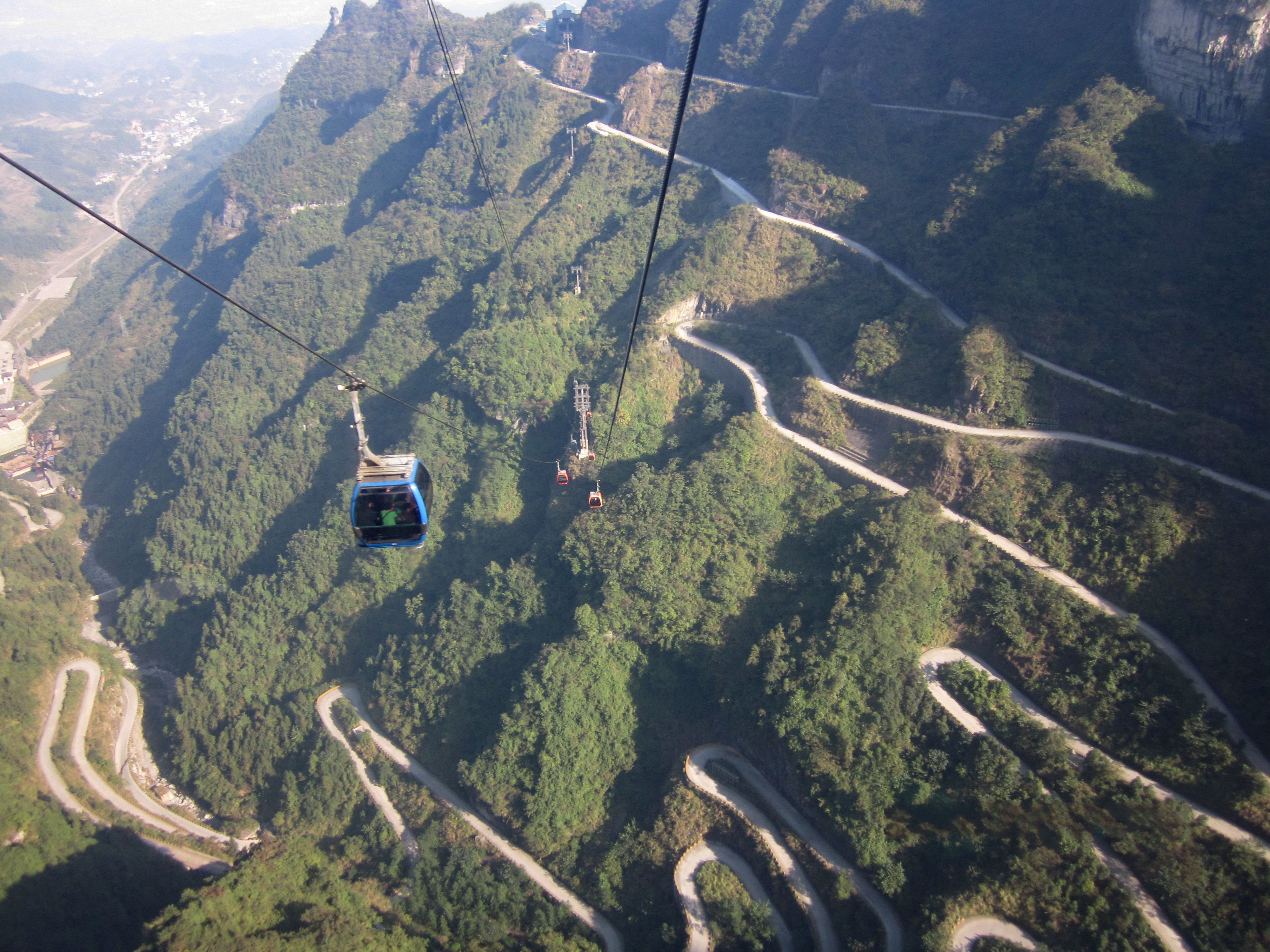
Vista della strada da una cabina della funivia.
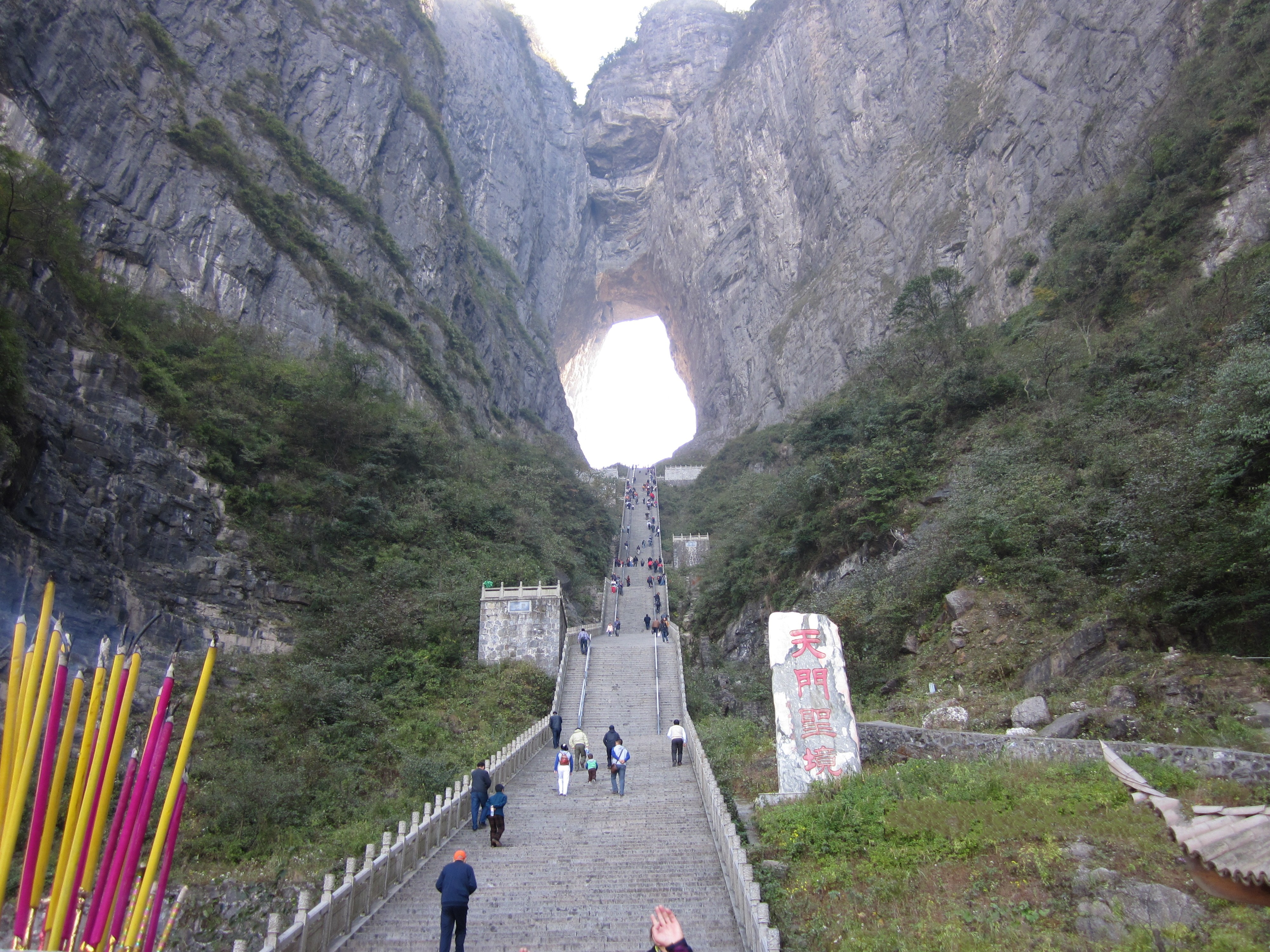
Vista dell'arco naturale e della scalinata che vi conduce.
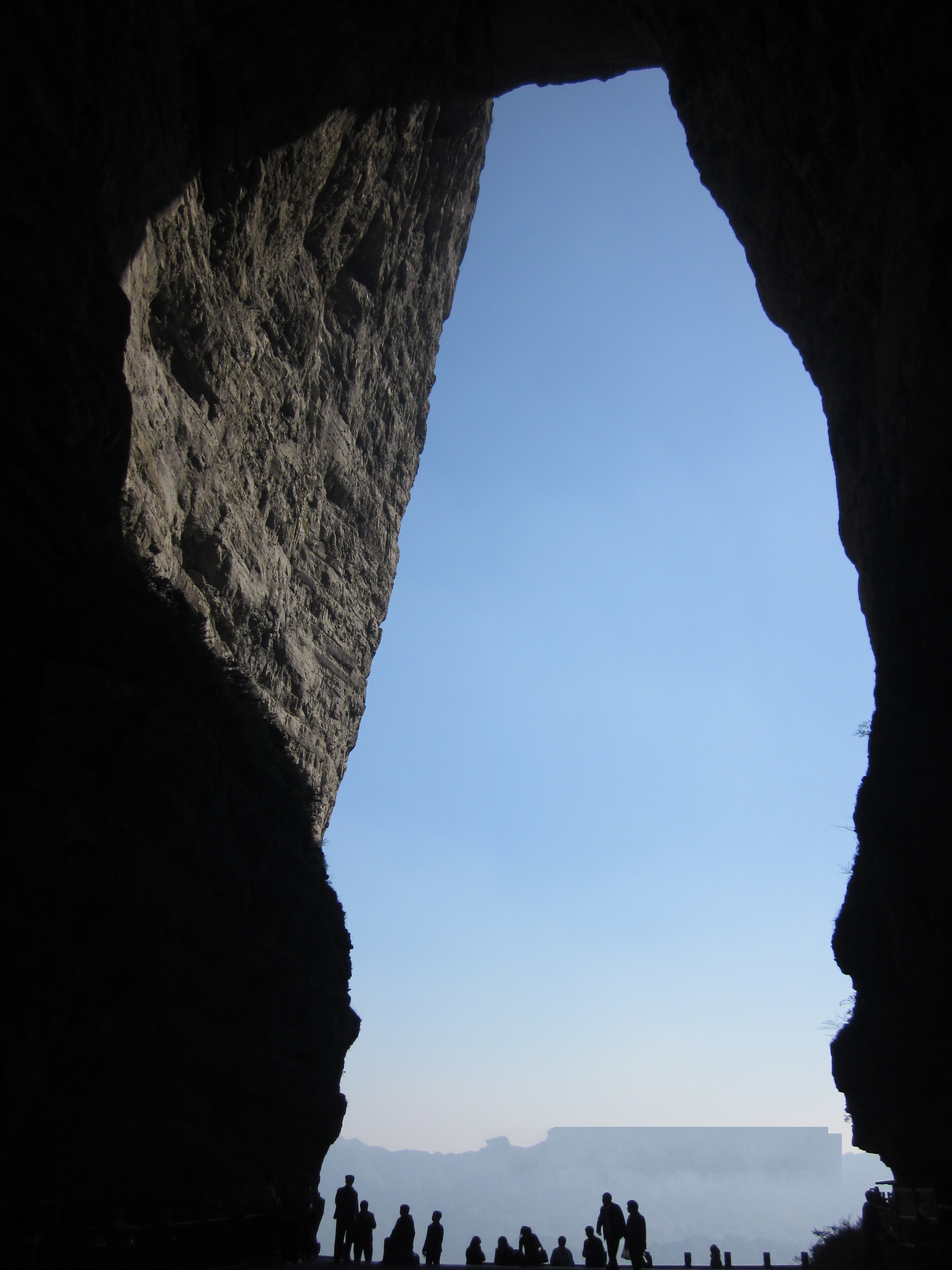
Vista da sotto l'arco.
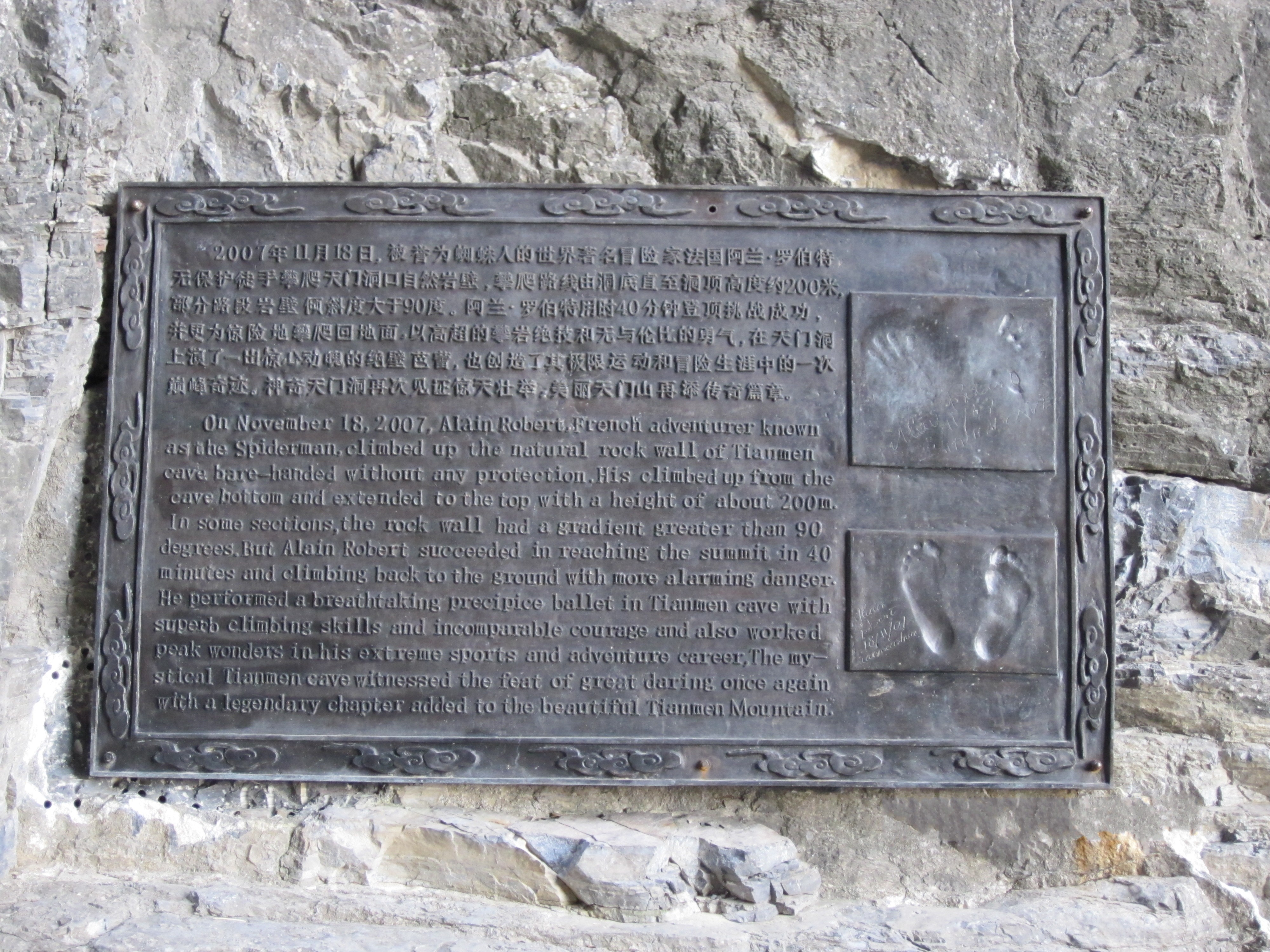
Targa che commemora la scalata di Alain Robert nel 2007.
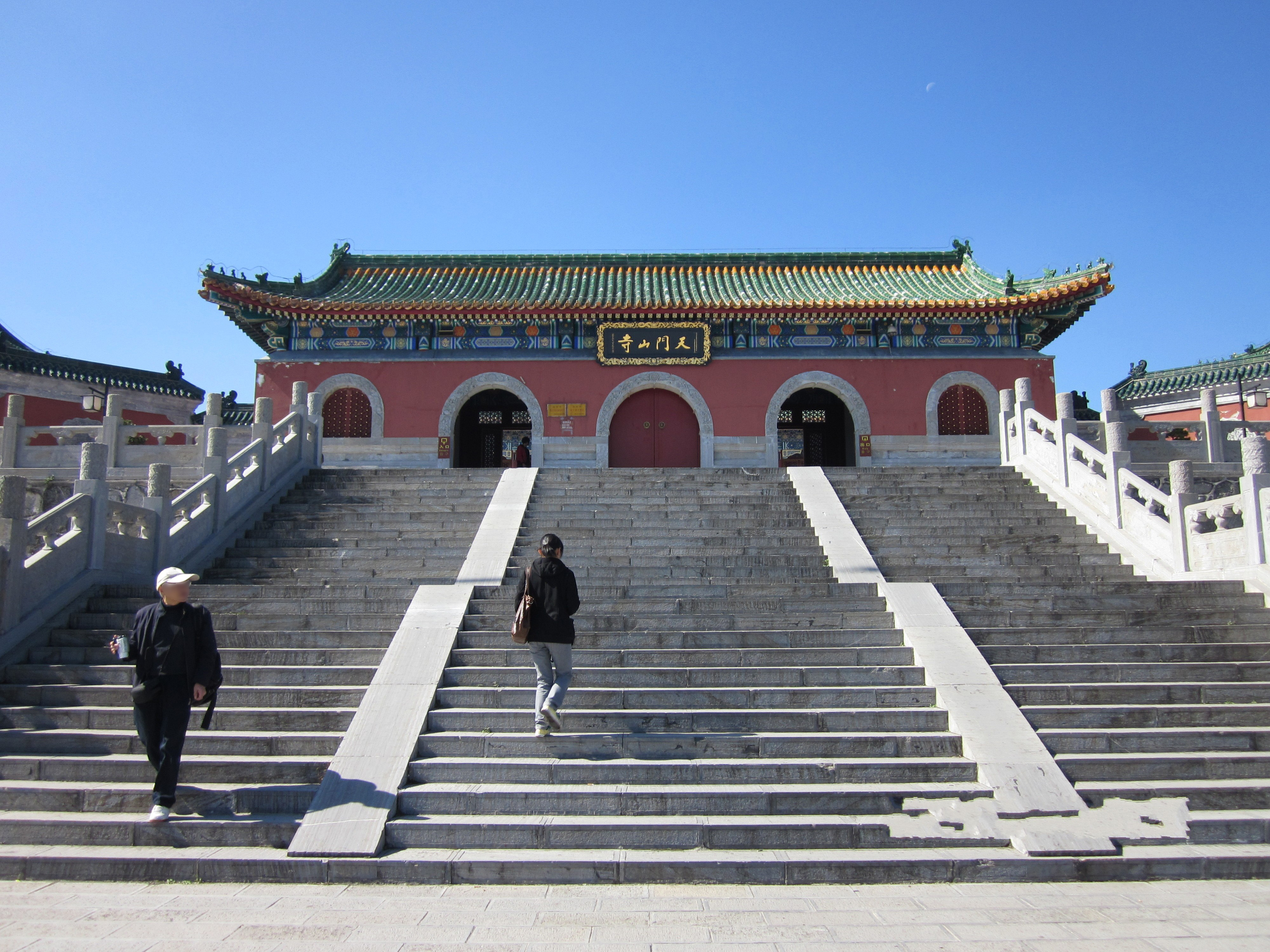
Tempio Tianmenshan